# Hjortdal Kirke
Hjortdal Kirke er en romansk landsbykirke oprindelig fra 1100-tallet, som ligger 500 m vest for landsbyen Hjortdal, omkring 8 km nordøst for Fjerritslev. Den har et lavt tårn og inventar fra flere forskellige perioder.
I begyndelsen af 1500-tallet var den udbredte sandflugt ved at ødelægge kirken, og samtidig var reformationen ved at vise sin betydning i Danmark: I et såkaldt Klemmebrev fra den 9. maj 1555 blev det bestemt, at Hjortdal Kirke skulle nedbrydes, og beboerne fra bl.a. Hjortdal skulle bruge Kollerup Kirke, og sognets beboere i Vester Svenstrup skulle bruge Lerup Kirke. Men efter protester fra beboerne i Hjortdal Sogn gav Kong Christian den III i 1558 ordre til, at Hjortdal Kirke skulle blive.
Provst Johan Exner rejste i 1950’erne rundt i Danmark for at sikre frivillige fredninger hos lodsejere, der boede tæt op til kirken. Der findes i dag ca. 1.100 af disse provst Exner-fredninger - Hjortdal Kirke er en af disse: Den 4. november 1953 blev området omkring kirken fredet for at bevare det frie udsyn.
300 m nordøst for kirken, ved Slette Å, findes Slettegård.

## Malerier
- Altertavlen, der forestiller Kristus med lokale bønder og fiskere, er malet i 1942 af Anna Elisabeth Munch, og erstattede altertavlen malet af Lucie Ingemann (B.S. Ingemanns hustru) i 1856[5].
- Det måske nok mest berømte billede i kirken er malet i 1904 af Johannes Wilhjelm med titlen "Efter gudstjenesten". Billedet var i 1907 udstillet i Große Berliner Kunstausstellung (en)[6]

## Galleri
- Prædikestol
- Johannes Wilhjelm, "Efter gudstjenesten", 1904